# Bemlos rolani
Bemlos rolani is een vlokreeftensoort uit de familie van de Aoridae. De wetenschappelijke naam van de soort is voor het eerst geldig gepubliceerd in 2002 door Ortiz & Lalana.